# 6. horská divize SS „Nord“
6. SS-Gebirgs Division „Nord“ byla německá divize jednotek Waffen-SS. Původně byla vytvořena z SS-Kampfgruppe "Nord" v únoru roku 1941 v Norsku. Na divizi byla přeměněna až v září roku 1941.
Divize byla složena z příslušníků SS, kteří sloužili v Norsku. Tito muži byli převeleni do Laponska ve Finsku, aby se jako část německého XXXVI. sboru pod velením 21. armády připravili na Operaci Barbarossa.
V červenci roku 1941 se divize společně se 169. pěší divizí a 6. finskou divizí účastnila Operace Silberfuchs. I přes nedostatečný výcvik se byli vojáci nuceni bránit proti sovětskému útoku v oblasti Salla.
Divize byla později připojena k III. finskému sboru, který operoval v oblasti Kiestinki.
V září roku 1942 byla divize přejmenována na SS Gebirgs Division "Nord" (SS horská divize "Sever") a v říjnu roku 1943 dostala konečný název 6. SS-Gebirgs Division „Nord“.
V roce 1944 se divize účastnila Laponské války proti Finsku. Po stažení byla převelena do Dánska a později do Německa, kde se účastnila Operace Nordwind. Poté se divize stáhla přes Rýn dál hlouběji do
Německa.
Zbytky divize se vzdaly v květnu roku 1945 americkým vojskům v Bavorsku.

## Velitelé
Vrchní velení divize

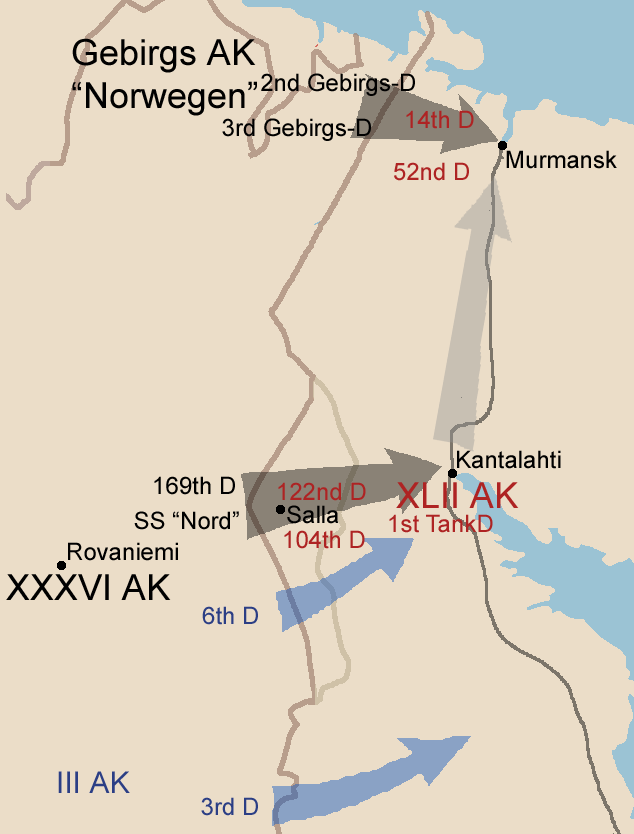
Operace Silberfuchs

- SS-Brigadeführer Karl Herrmann (28. únor 1941 – 15. květen 1941)
- SS-Obergruppenführer Karl-Maria Demelhuber (15. květen 1941 – 1. duben 1942)
- SS-Obergruppenführer Matthias Kleinheisterkamp (1. duben 1942 – 20. duben 1942)
- SS-Oberführer Hans Scheider (20. duben 1942 – 14. červen 1942)
- SS-Obergruppenführer Matthias Kleinheisterkamp (14. červen 1942 – 15. leden 1943)
- SS-Gruppenführer Lothar Debes (15. leden 1943 – 14. červen 1943)
- SS-Obergruppenführer Friedrich-Wilhelm Krüger (14. červen 1943 – 23. srpen 1943)
- SS-Brigadeführer Gustav Lombard (23. srpen 1943 – 9. leden 1944)
- SS-Gruppenführer Karl Brenner (9. leden 1944 – 3. duben 1945)
- SS-Standartenführer Franz Schreiber (3. duben 1945 – 8. květen 1945)

Náčelníci štábu
- SS-Hauptsturmführer Joachim Ruoff (5. duben 1941 – 21. červen 1941)
- SS-Obersturmbannführer Paul Geiser (21. červen 1941 – 1. srpen 1941)
- SS-Sturmbannführer Joachim Ruoff (9. srpen 1941 – ? duben 1942)
- SS-Sturmbannführer Eugen Kunstmann (? duben 1942 – ? říjen 1942)
- SS-Sturmbannführer Heinz Küchle (? říjen 1942 – 18. září 1944)
- Major Bernhard-Siegfried Sander (18. září 1944 – ? únor 1945)
- SS-Haupsturmführer Georg Berger (1. březen 1945 – ? 1945)

Proviantní důstojníci
- SS-Hauptsturmführer Heinz Küchle (? 1941 – ? říjen 1942)
- SS-Sturmbannführer Baumann (? leden 1943 – ? prosinec 1943)
- SS-Hauptsturmführer Dr. Werner Sander (1. červenec 1944 – 1. březen 1945)

## Početní stavy divize
| Měsíc    | Rok  | Počet  |
| červen   | 1941 | 10 373 |
| prosinec | 1942 | 21 247 |
| prosinec | 1943 | 20 129 |
| červen   | 1944 | 19 355 |
| prosinec | 1944 | 15 000 |

## Složení divize
- SS-Gebirgsjäger-Regiment 11 "Reinhard Heydrich" (11. pluk horských myslivců SS "Reinhard Heydrich")
- SS-Gebirgsjäger Regiment 12 "Michael Gaissmair" (12. pluk horských myslivců SS "Michael Gaissmair")
- SS-Polizei-Grenadier-Bataillon (mot) 506 (506. prapor policejních granátníků SS – motorizovaný)
- SS-Gebirgs Artillerie Regiment 6 (6. pluk horského polního dělostřelectva SS)
- SS-Sturmgeschütz Batterie 6 (6. baterie útočných děl SS)
- SS-Infanterie-Regiment (mot) 5 (5. pěchotní pluk SS – motorizovaný)
- SS-Infanterie-Regiment 9 (9. pěchotní pluk SS – do roku 1943)
- SS-Schützen-Abteilung (mot) 6 (6. střelecký oddíl SS – motorizovaný)
- SS-Gebirgs-Panzerjäger-Abteilung 6 (6. horský oddíl stíhačů tanků SS)
- SS-Flak-Abteilung 6 (6. oddíl protiletecké obrany SS)
- SS-Gebirgs-Nachrichten-Abteilung (mot) 6 (6. horský zpravodajský oddíl SS – motorizovaný)
- SS-Gebirgs-Aufklärungs-Abteilung (mot) 6 (6. horský průzkumný oddíl SS – motorizovaný)
- SS-Gebirgs-Pionier-Abteilung 6 (6. horský ženijní oddíl SS)
- SS-Dina 6 (6. oddíl zásobování SS)
- SS-Bekleidungs-Instandsetzungs-Kompanie 6 (6. údržbářská rota SS)
- SS-Sanitäts-Kompanie 6 (6. sanitní rota SS)
- SS-Veterinär-Kompanie 6 (6. veterinární rota SS)
- SS-Kriegsberichter-Zug 6 (6. oddíl válečných zpravodajů SS)
- SS-Feldgendarmerie-Trupp 6 (6. četa polního četnictva SS)
- SS- og Politikompani (složený z norských dobrovolníků)
- Stab der Division (štáb divize)